# غابي موراليس
غابي موراليس (بالإنجليزية: Gabe Morales)‏ هو حكم كرة قاعدة ‏ أمريكي، ولد في 21 يونيو 1984 في سانتا كلارا في الولايات المتحدة.

## وصلات خارجية
- غابي موراليس على موقعبيزبول رفرنس.كوم (الدوري الثانوي) (الإنجليزية)